# Tornadizos de Arévalo
Tornadizos de Arévalo es una localidad perteneciente al municipio de Palacios de Goda, en la provincia de Ávila, comunidad autónoma de Castilla y León, España. En 2018 contaba con 82 habitantes.